# Flughafen Toluca

i8
i11
i13
Der internationale Flughafen Toluca (spanisch Aeropuerto Internacional de Toluca oder Licenciado Adolfo López Mateos Aeropuerto Internacional, IATA-Code: TLC, ICAO-Code: MMTO) ist ein Flughafen bei der Großstadt Toluca im mexikanischen Bundesstaat Mexico. Er wird als Ausweichflughafen zum Flughafen Mexiko-Stadt betrachtet, zudem besitzt er die längste Start- und Landebahn im Land.

## Lage
Der Flughafen Toluca befindet sich etwa 65 km (Fahrtstrecke) südwestlich von Mexiko-Stadt in einer Höhe von ca. 2580 m.

## Geschichte
Mit dem Bau des Flughafens wurde in den späten 1970er Jahren begonnen, im Jahr 1984 wurde er eingeweiht.

## Flugverbindungen
Neben einigen wenigen nationalen Flügen werden auch internationale Frachtflüge abgefertigt.

## Passagierzahlen
Wurden in den Jahren 2007 und 2008 noch deutlich über 3 Millionen Passagiere abgefertigt, waren es in den Jahren 2018 und 2019 jeweils unter 700.000. Danach erfolgte ein deutlicher, aber nur vorübergehender Rückgang aufgrund der COVID-19-Pandemie.

## Zwischenfälle
- Im November 1989 (genaues Datum unbekannt) fiel an einer Convair CV-440-38 der Correos de México (Luftfahrzeugkennzeichen XA-NAU) ein Triebwerk aus. Es kam zu einer Bruchlandung in einem Feld nahe dem Flughafen Toluca. Das Flugzeug wurde in Brand gesteckt und zerstört. Personen kamen nicht zu Schaden.[4]